# Le Samyn des Dames 2018
Pour la course masculine, voir Le Samyn 2018.
La 7e édition du Samyn des Dames a eu lieu le 27 février 2018. La course fait partie du calendrier international féminin UCI 2018 en catégorie 1.2. Elle se déroule en même temps que l'épreuve masculine. Elle est remportée par la Néerlandaise Janneke Ensing.

## Présentation

### Parcours
Après un départ à Quaregnon, le parcours entre sur le circuit local au bout de 28,2 km. Il effectue ensuite trois boucles longue de 25,0 km. Elle est ponctuée de quatre secteurs pavés : la rue du vert pignon à Erquennes, la côte de la roquette, le chemin de Wihéries, tous deux à Montignies-sur-Roc et la rue de belle vue à Elouges.

### Équipes
| Équipes féminines professionnelles (10)- Alé Cipollini - Cylance - Doltcini-Van Eyck Sport - Experza-Footlogix - FDJ-Nouvelle Aquitaine-Futuroscope - Health Mate-Cyclelive Team - Hitec Products-Birk Sport - Lotto Soudal Ladies - Parkhotel Valkenburg-Destil - Sunweb Équipe féminines amateur (9)- Isorex - Jan van Arckel - Jos Feron Lady Force - Keukens Redant - Maaslandster Veris CCN - Swaboladies.nl - Wielerclub de sprinters Malderen - Loving potatoes-de Jonge Renner - Autoglas Wetteren |
| |

Source

## Récit de la course
La météo est claire, très froide avec -3 °C et venteuse. La sélection se fait surtout par l'arrière. À un tour et demi de la ligne, elles sont encore une trentaine d'unité dans le peloton. Pernille Mathiesen attaque, mais est rapidement reprise. Dans le secteur d'Erquennes, Janneke Ensing, Floortje Mackaij, Lauren Kitchen, Sheyla Gutierrez , Soraya Paladin et Natalie van Gogh s'échappent. Janneke Ensing profite de la supériorité numérique de son équipe pour partir seule à quatre kilomètres du but. Elle n'est plus reprise. Derrière Floortje Mackaij prend la deuxième place devant Lauren Kitchen,,.

## Classements

### Classement final
| \| Classement général \| Classement général \| Classement général \| Classement général \| Classement général \| \| Coureuse \| Coureuse \| Pays \| Équipe \| Temps \| \| ------------------ \| ----------------------- \| ------------------ \| ---------------------------------- \| ------------------ \| \| 1re \| Janneke Ensing \| Pays-Bas \| Alé Cipollini \| 3 h 01 min 12 s \| \| 2e \| Floortje Mackaij \| Pays-Bas \| Loving potatoes-de Jonge Renner \| + 4 s \| \| 3e \| Lauren Kitchen \| Australie \| FDJ-Nouvelle Aquitaine-Futuroscope \| + 4 s \| \| 4e \| Soraya Paladin \| Italie \| Alé Cipollini \| + 4 s \| \| 5e \| Natalie van Gogh \| Pays-Bas \| Parkhotel Valkenburg \| + 8 s \| \| 6e \| Sheyla Gutiérrez \| Espagne \| Cylance \| + 30 s \| \| 7e \| Nina Kessler \| Pays-Bas \| Hitec Products-Birk Sport \| + 47 s \| \| 8e \| Lorena Wiebes \| Pays-Bas \| Parkhotel Valkenburg \| + 47 s \| \| 9e \| Roxane Fournier \| France \| FDJ-Nouvelle Aquitaine-Futuroscope \| + 47 s \| \| 10e \| Marjolein van 't Geloof \| Pays-Bas \| Lotto Soudal Ladies \| + 47 s \| |                         |           |                                    |                 |
| |                         |           |                                    |                 |
| Source : ProCyclingStats |                         |           |                                    |                 |
| Classement général |                         |           |                                    |                 |
| Coureuse | Coureuse                | Pays      | Équipe                             | Temps           |
| 1re | Janneke Ensing          | Pays-Bas  | Alé Cipollini                      | 3 h 01 min 12 s |
| 2e | Floortje Mackaij        | Pays-Bas  | Loving potatoes-de Jonge Renner    | + 4 s           |
| 3e | Lauren Kitchen          | Australie | FDJ-Nouvelle Aquitaine-Futuroscope | + 4 s           |
| 4e | Soraya Paladin          | Italie    | Alé Cipollini                      | + 4 s           |
| 5e | Natalie van Gogh        | Pays-Bas  | Parkhotel Valkenburg               | + 8 s           |
| 6e | Sheyla Gutiérrez        | Espagne   | Cylance                            | + 30 s          |
| 7e | Nina Kessler            | Pays-Bas  | Hitec Products-Birk Sport          | + 47 s          |
| 8e | Lorena Wiebes           | Pays-Bas  | Parkhotel Valkenburg               | + 47 s          |
| 9e | Roxane Fournier         | France    | FDJ-Nouvelle Aquitaine-Futuroscope | + 47 s          |
| 10e | Marjolein van 't Geloof | Pays-Bas  | Lotto Soudal Ladies                | + 47 s          |

### Points UCI
| Position           | 1er | 2e | 3e | 4e | 5e | 6e | 7e | 8e à 10e |
| Classement général | 40  | 30 | 25 | 20 | 15 | 10 | 5  | 3        |

## Liste des participants
Source.